# Коджалак (Україна)
Коджала́к (крим. Qocalaq, з 1948 по 2023 рік — Красноармі́йське, також до 1944 — Кочалак, Циндлер) — село Перекопського району Автономної Республіки Крим. Розташоване на півдні району.
Відстань від райцентру до населеного пункта становить 51 кілометрів по прямій.

## Історія
Перша згадка села зустрічається у «Книзі подорожей» Евлії Челебі під 1667 роком.
У наступному документі селище зустрічається в Камеральному Описі Криму 1784 року, судячи з якого, в останній період Кримського ханства Ходжалак входив до Шейхелського кадилика Кєзлєвського каймаканства.
У 1888 році в селі з'явилася колонія німців-лютеран, заснована деякими Циндлером і Прутом, які придбали 1600 десятин землі.
Згідно зі Списком населених пунктів Кримської АРСР по Всесоюзному перепису 17 грудня 1926 року, в селі Коджалак було 19 дворів, з них 18 селянських, населення становило 95 осіб, з них 80 німців, 14 українців та 1 росіянин, діяла німецька школа.
Після депортації німців у 1941 році та депортації кримських татар у 1944 році, 18 травня 1948 року Указом Президії Верховної Ради РРФСР Коджалак перейменували на Красноноармійське.
У 2015 році село біло внесено до переліку населених пунктів, які потрібно перейменувати згідно із законом «Про засудження комуністичного та націонал-соціалістичного (нацистського) тоталітарних режимів в Україні та заборону пропаганди їхньої символіки».
12 травня 2016 року постановою Верховної Ради України № 1352-VIII селу повернена історична назва відповідно до вимог закону «Про засудження комуністичного та націонал-соціалістичного (нацистського) тоталітарних режимів в Україні та заборону пропаганди їхньої символіки». Постанова набрала чинности у 2023 році.

## Населення
Згідно з переписом УРСР 1989 року чисельність наявного населення села становила 409 осіб, з яких 203 чоловіки та 206 жінок.
За переписом населення України 2001 року в селі мешкало 476 осіб.

### Мова
Розподіл населення за рідною мовою за даними перепису 2001 року:
| Мова              | Відсоток |
| ----------------- | -------- |
| українська        | 54,18 %  |
| російська         | 27,62 %  |
| кримськотатарська | 14,56 %  |
| білоруська        | 0,86 %   |
| інші              | 2,78 %   |

## Уродженці
- Максим Бабарикін — український військовий, позивний Бабай, поліг у бою з окупантами 6 липня 2023 року в районі села Кліщіївка під Бахмутом на Донеччині.[15]